# テクノロイド
『テクノロイド』は、サイバーエージェント、エイベックス・ピクチャーズ、Elements Gardenによる日本のメディアミックス作品。2021年11月6日にプロジェクト発表会が開催され、2022年より展開される。
動画工房がアニメーション制作を、ワンダープラネットがゲーム開発を、上松範康、RUCCA、Elements Gardenが原案をそれぞれ担当し、アニメやゲーム、音楽がそれぞれ連動する。
大規模な気候変動によって希望を失われた人類が、「バベル」と呼ばれるエンターテイメントタワーにて人間とアンドロイド達によって繰り広げられるライブバトルに熱中するといった世界を舞台とした物語が描かれる。

## あらすじ
太陽の熱によってもたらされた異常気象。それは地球の大半を水没させるに至った。わずかに残った大地の中活動範囲を制限された人類は、世界統治機構（ワールドガバメント）の管理の元、人口減少を補う労働力として人に似たロボット「アンドロイド」が生まれ、共に生きる生活を送っていた。
先行きの見えない日々の中、娯楽に飢えた人々の希望として生まれたエンターテイメントタワー「バベル」では、挑戦者・観客ともにより高みを目指すべく人々は熱狂し、競い合っていた。それは巻き起こす感動に心惹かれたアンドロイドもその垣根を越えて競い合うほどであった。
これは、感情を学ぶ「Kokoroプログラム」をもつアンドロイド達、そして彼らと出会い共に生きる人々の「心」の物語。

## 登場人物

### KNoCC (ノックス)
元は持ち主のいないアンドロイド4人組。当初はバラバラだったが、巨額の借金を機にアイドル活動をすることになる。実は元人間でエソラの家庭教師だった。アシスタントはエリザ。
コバルト
声 - 浦和希
主人公。家族に興味を持つ明るい性格のアンドロイド。
クロム
声 - 渋谷慧
眼鏡をかけた理知的で穏やかなアンドロイド。飼い猫のノラに最も好かれやすい。
ケイ
声 - 峯田大夢
荒っぽいが兄貴分タイプのアンドロイド。子供に興味を持つ。
ネオン
声 - kayto
女性的な見た目だが気だるげなインドア派のアンドロイド。芸術にこだわりがある。

### STAND-ALONE (スタンドアローン)
『バベル』の最上層で名を知らしめる人気クライマー。元人間でカイトの妹を救うためにアンドロイドになった。
カイト
声 - 古川慎
『STAND-ALONE』のリーダー。自分にも他人にも厳しく、周囲に冷たい印象を与えてしまうこともあるが、心の中ではパフォーマンスへの熱い情熱を燃やす努力家。
ライト
声 - 萩谷慧悟
明るくいたずら好きでおしゃべり。愛想がよく、本人も意識して女性に好まれる振る舞いをしている。ナイトとは双子（ワンセットの同型機）で互いのことは言葉にしなくてもほぼわかる。カイトが無愛想なことを補うようにファンサービスをしっかりとこなしてユニットの人気に一役買っている。
ナイト
声 - 梶原岳人
明るくおしゃべり。愛想がよく誰に対しても優しい。 思慮深く、その分ネガティブなことを考えてしまうことも。  ライトとは双子（ワンセットの同型機）で互いのことは言葉にしなくてもほぼわかる。『STAND-ALONE』の作曲も担当している。

### メカニカメタリカ
シルバ
声 - 榎木淳弥
アウル
声 - 大塚剛央
ラナ
声 - 杉林晟人
ジン
声 - 仲村宗悟

### フランキー♡ノット
フラン
声 - 小林大紀
ハイド
声 - 重松千晴
リム
声 - 草野太一

### D.M.A.
ボーラ
声 - 濱野大輝
杓子定規な性格。人員不足の解消のために導入された。指令には逆らえないシステムがある。
キオ
声 - 塩口量平
ロージー
声 - 小林竜之

### 機関紳士 (からくりしんし)
ノーベル
声 - 野島健児
自称「ただの振付師」。KnoCCやエソラと知り合い、彼らのプロデュースを買って出る。溶鉱炉事件の容疑者としてボーラに追われていたKNoCCのオーナーをエソラにした張本人でもある。その後も様々な姿に変装してはKNoCCとエソラに関わりアドバイスや助力をしている。また、KNoCCの過去を知っている節がある。
ルゥマ
声 - 土岐隼一
アインザッツ
声 - 熊谷健太郎

### その他
芝浦エソラ（しばうら エソラ）
声 - 田村睦心
芝浦白秋の義理の息子の天才少年。13歳。生まれてすぐに実の両親を事故で失い、白秋に引き取られる。当初は白秋との仲も良好だったが、日増しに溝が生じ、「自分は白秋に愛されていないのか」と考えるようになる。白秋の葬儀後、KNoCCと出会い、白秋の手紙に込められた彼の真意に気づき、結果KNoCCがまとまるきっかけとなった。その後は4人と交流を深めるようになる。
ゲーム版では大人の姿で登場しており、アルト（ゲーム版主人公）の師匠の立ち位置となっている。
エリザ
声 – 瀬戸麻沙美
KNoCCの専属AIアシスタント。マイペースなKNoCCに振り回されることも少なくない苦労人。普段はおしとやかだが、怒ると博多弁になる。

## 楽曲
全曲の作詞はRUCCA、作曲・編曲はElements Gardenによる。
- 「KNOCKIN' ON×LOCKIN' ON」（歌 - KNoCC）
- 「Not Standing Alone」（歌 - STAND-ALONE）
- 「メタリックホリック」（歌 - メカニカメタリカ）
- 「IDempty」　(歌 -  KNoCC)
- 「Frank♡with you」　(歌 -  フランキー♡ノット)
- 「Don't Mess Around」　(歌 -  D.M.A.)
- 「システマティックジェントリィ」　(歌 -  機関紳士)
- 「インヴィンシブル -all hearts-」　(歌 -  コバルト、カイト、シルバ、フラン、ボーラ、ノーベル)
- 「For What, For Whom」　(歌 -  STAND-ALONE)
- 「Stay Friends」　(歌 -  KNoCC)
- 「Pleasant Presents」　(歌 -  KNoCC)
- 「Something New」　(歌 -  KNoCC)
- 「月徒陰陽開心」　(歌 -  天地)
- 「イッセイ喝采イッセイ風靡」　(歌 -  メカニカメタリカ)
- 「NIGHTMARISH」　(歌 -  STAND-ALONE)
- 「Vanquish!!!」　(歌 -  フランキー♡ノット)
- 「Exceptional One」　(歌 -  STAND-ALONE)
- 「全知全能月詠唱」　(歌 -  コヨミ)
- 「Unbordered!」　(歌 -  KNoCC、STAND-ALONE)
- 「イースターモンスター」　(歌 -  メカニカメタリカ)
- 「バグ♡バズ♡ラブ」　(歌 -  フランキー♡ノット)
- 「サマートライアングル」　(歌 -  機関紳士)

## ゲーム
2022年1月21日より『テクノロイド ユニゾンハート』のタイトルで配信された。発表当日の2021年11月6日、事前登録を開始した。
2025年1月31日をもってサービスを終了した。

## テレビアニメ
2023年1月から3月までテレビ東京ほかにて『テクノロイド オーバーマインド』のタイトルで放送された。
当初は2022年7月より放送予定だったが、動画工房での新型コロナウイルス感染拡大により放送が延期された。

### スタッフ
- 原案 - 上松範康[1]、RUCCA[1]、Elements Garden[1]
- 原作 - 芝浦アンドロイド研究室[1]
- 監督 - イムガヒ[1]
- スーパーバイザー - 吉村愛[1]
- シリーズ構成 - 関根アユミ[1]
- キャラクター原案 - LAM[1]
- キャラクターデザイン・総作画監督 - 﨑口さおり[1]
- 総作画監督 - 谷口淳一郎
- プロップ・衣装デザイン - 永田杏子
- メカプロップデザイン - 谷裕司
- 美術設定・ボード - 内田陽
- 美術監督 - 河合良介、中尾陽子
- 色彩設計 - 真壁源太
- 撮影監督 - 杉浦誠一
- 編集 - 坂本久美子
- 音響監督 - 長崎行男[1]
- 音響効果 - 古谷友二
- CGディレクター - 吉武薫
- CG制作 - LOGIC&MAGIC[1]
- 音楽 - Elements Garden（菊田大介, 岩橋星実, 竹田祐介）
- 音楽制作 - avex pictures、ARIA entertainment
- 音楽プロデューサー - 大胡寛二、川島理沙、菊田大介
- プロデューサー - 田中宏幸、大胡寛二、斎藤譲、伊藤英生、工藤雅世
- 制作プロデューサー - 鎌田肇、齊藤真吾
- アニメーション制作 - 動画工房[1]
- 製作 - テクノロイド製作委員会

### 主題歌
作詞は全曲RUCCAが担当。
「LOVE NO HATE」
KNoCCによるオープニングテーマおよび挿入歌。作曲は上松範康、編曲は菊田大介。
「インヴィジブル -one heart-」
KNoCC、STAND-ALONEによるエンディングテーマ。作曲は菊田大介、編曲は竹田祐介。
「Bring it on」
STAND-ALONEによる挿入歌。作曲・編曲は菊田大介。
「IDempty」
KNoCCによる挿入歌。作曲は上松範康、編曲は菊田大介。
「願いのチカラ」
KNoCCによる挿入歌。作曲は菊田大介、編曲は岩橋星実。
「Joying」
KNoCCによる挿入歌。作曲・編曲は竹田祐介。
「So Long&Long For」
KNoCCによる挿入歌。作曲・編曲は菊田大介。
「ライクメッセージ」
KNoCCによる挿入歌。作曲・編曲は岩橋星実。
「ELSE」
KNoCCによる挿入歌。作曲・編曲は竹田祐介。
「Can you beat that」
KNoCCによる挿入歌。作曲・編曲は菊田大介。
「STORMS」
STAND-ALONEによる挿入歌。作曲は菊田大介、編曲は竹田祐介。
「LOVE KNoCC HEART」
KNoCCによる挿入歌。作曲は上松範康、編曲は菊田大介。

### 各話リスト
| 話数   | 脚本         | 絵コンテ          | 演出            | 作画監督 | 総作画監督        | 初放送日      |
| ------ | ------------ | ----------------- | --------------- | --- | ----------------- | ------------- |
| 第1話  | 関根アユミ   | イムガヒ          | イムガヒ        | 曾我篤史 平塚知哉 立口徳孝                                                                                           | 﨑口さおり        | 2023年 1月5日 |
| 第2話  | 関根アユミ   | イムガヒ          | イムガヒ        | 石井舞 立口徳孝 曾我篤史 山本蓮雄 﨑口さおり 平塚知哉                                                                | 谷口淳一郎        | 1月12日       |
| 第3話  | 小川ひとみ   | 吉川博明 鎌倉由実 | 村田尚樹        | 韓承熙 魏旭龍 | 﨑口さおり        | 1月19日       |
| 第4話  | 高山カツヒコ | 吉川博明          | 辻紗耶佳        | jumondou seoul | 谷口淳一郎        | 1月26日       |
| 第5話  | 永井千晶     | セトウケンジ      | 守田芸成        | 立口徳孝 平塚知哉 中林蘭子 曾我篤史                                                                                  | 曾我篤史          | 2月2日        |
| 第6話  | 小川ひとみ   | 齊藤哲人          | 進藤陽平        | 石井舞 平塚知哉 中本尚 小倉寛之                                                                                      | -                 | 2月9日        |
| 第7話  | 高山カツヒコ | セトウケンジ      | 藏本穂高        | 曾我篤史 立口徳孝 平塚知哉 川本由記子                                                                                | 曾我篤史          | 2月16日       |
| 第8話  | 関根アユミ   | 吉川博明 イムガヒ | 中村肇          | PARK.SY CHO.SO KIM.CS 立口徳孝                                                                                       | 曾我篤史 平塚知哉 | 3月2日        |
| 第9話  | 永井千晶     | 鈴木萌            | 鈴木萌          | 石井舞 中本尚 山本蓮雄 本谷愛 南部広海                                                                               | 﨑口さおり        | 3月9日        |
| 第10話 | 高山カツヒコ | 室谷靖            | イムガヒ 原口浩 | 曾我篤史 立口徳孝 平塚知哉 山本蓮雄 小倉寛之 山本悦子 歩宇 本谷愛 南部広海 中本尚 伊澤珠美 松下郁子 﨑口さおり       | 曾我篤史          | 3月16日       |
| 第11話 | 小川ひとみ   | ひいろゆきな      | ひいろゆきな    | 石井舞 山本悦子 小倉寛之 平塚知哉 南部広海 服部未夢 立口徳孝 井上なつみ 曾我篤史 山本蓮雄 DR MOVIE 﨑口さおり        | 﨑口さおり        | 3月23日       |
| 第12話 | 関根アユミ   | 岡宗次郎          | イムガヒ        | 永田杏子 山本蓮雄 南部広海 立口徳孝 曾我篤史 小倉寛之 中本尚 井上なつみ 平塚知哉 本谷愛 服部未夢 八木佐織 﨑口さおり | 﨑口さおり        | 3月30日       |

### 放送局
| 放送期間               | 放送時間                     | 放送局     | 対象地域   | 備考                |
| ---------------------- | ---------------------------- | ---------- | ---------- | ------------------- |
| 2023年1月5日 - 3月30日 | 木曜 0:00 - 0:30（水曜深夜） | テレビ東京 | 関東広域圏 | 製作参加 / 字幕放送 |
|                        | 木曜 1:35 - 2:05（水曜深夜） | テレビ大阪 | 大阪府     | 字幕放送            |
| 2023年1月22日 - 4月9日 | 日曜 2:30 - 3:00（土曜深夜） | テレビ長崎 | 長崎県     |                     |

| 配信開始日   | 配信時間                     | 配信サイト |
| ------------ | ---------------------------- | --- |
| 2023年1月5日 | 木曜 0:30 - 1:00（水曜深夜） | ABEMA |
|              | 木曜 1:00（水曜深夜） 更新   | DMM TV |
| 2023年1月6日 | 金曜 1:00（木曜深夜） 更新   | dTV アニメタイムズ |
| 2023年1月7日 | 土曜 1:00（金曜深夜） 更新   | Amazon Prime Video dアニメストア FOD Hulu Paravi U-NEXT アニメ放題 バンダイチャンネル auスマートパスプレミアム J:COMオンデマンド TELASA milplus TVer ネットもテレ東 GYAO! |
|              | 土曜 1:00 - 1:30（金曜深夜） | ニコニコ生放送 |

### BD / DVD
| 巻 | 発売日        | 収録話          | 規格品番       | 規格品番       |
| 巻 | 発売日        | 収録話          | BD             | DVD            |
| -- | ------------- | --------------- | -------------- | -------------- |
| 1  | 2023年3月29日 | 第1話 - 第3話   | EYXA-14041/B/P | EYBA-14033/B/P |
| 2  | 2023年4月26日 | 第4話 - 第6話   | EYXA-14043/B/P | EYBA-14035/B/P |
| 3  | 2023年5月31日 | 第7話 - 第9話   | EYXA-14045/B/P | EYBA-14037/B/P |
| 4  | 2023年6月28日 | 第10話 - 第12話 | EYXA-14047/B/P | EYBA-14039/B/P |

| テレビ東京 木曜 0:00 - 0:30（水曜深夜）       | テレビ東京 木曜 0:00 - 0:30（水曜深夜） | テレビ東京 木曜 0:00 - 0:30（水曜深夜）  |
| 前番組                                        | 番組名                                  | 次番組                                   |
| --------------------------------------------- | --------------------------------------- | ---------------------------------------- |
| Do It Yourself!! -どぅー・いっと・ゆあせるふ- | テクノロイド オーバーマインド           | アイドルマスター シンデレラガールズ U149 |

## Webラジオ
KNoCCの声優4人によるWebラジオ『テクノロイド〜てくらじ〜』が、2021年12月12日より2023年6月18日まで音泉・YouTubeにて毎週日曜13時に配信。全59回。

## 漫画
作画：さおとめあげは、原作：芝浦アンドロイド研究室によるコミカライズ『テクノロイド OVERMIND』（テクノロイド オーバーマインド）が2023年1月5日から11月2日までアルファポリスの公式web漫画にて連載。
- テクノロイド OVERMIND 2023年12月5日発行（2023年11月30日発売）ISBN 978-4434329616

### ユニットメンバー
1. ↑  コバルト（浦和希）、クロム（渋谷慧）、ケイ（峯田大夢）、ネオン（kayto）
2. ↑  カイト（古川慎）、ライト（萩谷慧悟）、ナイト（梶原岳人）